# Eric Lange
Eric Lange (Hamilton, 19 febbraio 1973) è un attore statunitense, noto per la partecipazione in molte serie televisive, tra cui Lost e Weeds.

## Filmografia

### Cinema
- Pensieri spericolati (High School High), regia di Hart Bochner (1996) - non accreditato
- Mating Dance, regia di Cate Caplin (2008)
- Open Your Eyes, regia di Susan Cohen - cortometraggio (2008)
- AM1200, regia di David Prior - cortometraggio (2008)
- My Friend Peter, regia di Steve Kopera - cortometraggio (2010)
- Un anno da ricordare (Secretariat), regia di Randall Wallace (2010)
- Blue Like Jazz, regia di Steve Taylor (2012)
- Lo sciacallo - Nightcrawler (Nightcrawler), regia di Dan Gilroy (2014)
- I segreti di Wind River (Wind River), regia di Taylor Sheridan (2017)
- Antebellum, regia di Gerard Bush e Christopher Renz (2020)
- Day Shift - A caccia di vampiri (Day Shift), regia di J. J. Perry (2022)
- Caddo Lake, regia di Logan George e Celine Held (2024)
- Thunderbolts*, regia di Jake Schreier (2025)

### Televisione
- CSI - Scena del crimine - serie TV, 2 episodi (2004-2013)
- West Wing - Tutti gli uomini del Presidente - serie TV, 1 episodio (2004)
- The Shield - serie TV, 1 episodio (2004)
- Cold Case - Delitti irrisolti - serie TV, episodio 3x18 (2006)
- Criminal Minds - serie TV, episodio 3x19 (2008)
- My Name Is Earl - serie TV, 1 episodio (2008)
- Bones - serie TV, 4x09 (2008)
- Easy to Assemble - serie TV, 19 episodi (2009-2012)
- Detective Monk - serie TV, 1 episodio (2009)
- Lost - serie TV, 7 episodi (2009)
- Victorious - serie TV, 27 episodi (2009-2013)
- Weeds - serie TV, 4 episodi (2010)
- Dark Blue - serie TV, 1 episodio (2010)
- Law & Order - Unità vittime speciali - serie TV, episodio 11x16 (2010)
- Twentysixmiles - serie TV, 6 episodi (2010)
- Modern Family - serie TV, 1 episodio (2010)
- You Don't Know Jack - Il dottor morte (You Don't Know Jack), regia di Barry Levinson - film TV (2010)
- IParty con Victorious (iParty with Victorious), regia di Steve Hoefer – film TV (2011)
- CSI: Miami - serie TV, episodio 9x14 (2011)
- Chuck - serie TV, 1 episodio (2011)
- Grimm - serie TV, 1 episodio (2011)
- Fringe - serie TV, 1 episodio (2012)
- Major Crimes - serie TV, 1 episodio (2012)
- Castle - serie TV, episodio 5x23 (2013)
- The Bridge - serie TV, 9 episodi (2013)
- Sam & Cat - serie TV, 1 episodio (2013)
- C'era una volta (Once Upon a Time) – serie TV, episodio 3x18 (2014)
- Stalker – serie TV, episodio 1x01 (2015)
- Grey's Anatomy - serie TV, 1 episodio (2015)
- Narcos – serie TV, 9 episodi (2016-2017)
- Waco, regia di John Erick Dowdle e Dennie Gordon – miniserie TV, 5 puntate (2018)
- Escape at Dannemora, regia di Ben Stiller – miniserie TV (2018)
- L'uomo nell'alto castello (The Man in the High Castle) - serie TV, 5 episodi (2019)
- Unbelievable, regia di Lisa Cholodenko, Michael Dinner e Susannah Grant — miniserie TV (2019)
- Perry Mason – serie TV, 14 episodi (2020-2023)
- Al nuovo gusto di ciliegia (Brand New Cherry Flavour) – miniserie TV, 8 puntate (2021)
- The Premise - Questioni morali (The Premise) – serie TV, episodio 1x05 (2021)
- Beacon 23 – serie TV, 7 episodi (2023-2024)

## Doppiatori italiani
Nelle versioni in italiano delle opere in cui ha recitato, Eric Lange è stato doppiato da:
- Alberto Bognanni in Detective Monk, Modern Family, Narcos, Narcos: Messico
- Luigi Ferraro in Lost, Escape at Dannemora, The Premise - Questioni morali
- Alessandro D'Errico in iCarly, Victorious, Sam & Cat
- Oliviero Dinelli in CSI: NY, Burn Notice - Duro a morire
- Angelo Maggi in Criminal Minds, Antebellum
- Roberto Certomà in NCIS - Unità anticrimine, I segreti di Wind River
- Teo Bellia in Catalina island, CSI: Miami
- Davide Marzi in Grey's Anatomy, Day Shift - A caccia di vampiri
- Wladimiro Grana in The Shield
- Franco Mannella in My Name is Earl
- Alessandro Budroni in Bones
- Antonio Sanna in Cold Case - Delitti irrisolti
- Pasquale Anselmo in Law & Order - Unità vittime speciali
- Saverio Indrio in You Don't Know Jack - Il Dottor Morte
- Antonio Giuliani in Chuck
- Stefano Mondini in Fringe
- Roberto Pedicini in Major Crimes
- Gianluca Machelli in Castle
- Paolo Buglioni in CSI - Scena del crimine (ep. 13x21)
- Massimo Rossi in Cult
- Vladimiro Conti ne Lo sciacallo - Nightcrawler
- Luca Biagini in C'era una volta
- Simone D'Andrea in Waco
- Stefano Valli ne L'uomo nell'alto castello
- Maurizio Fiorentini in Unbelievable
- Alessio Cigliano in Perry Mason
- Christian Iansante ne Al nuovo gusto di ciliegia
- Alessandro Quarta in Caddo Lake